# Коїн
Коїн (ісп. Coín) — муніципалітет в Іспанії, у складі автономної спільноти Андалусія, у провінції Малага. Населення — 22 030 осіб (2010).
Муніципалітет розташований на відстані близько 410 км на південь від Мадрида, 31 км на захід від Малаги.

## Демографія
Динаміка населення (INE ):

## Галерея зображень

Розташування муніципалітету у провінції Малага